# Mistrovství světa v atletice do 17 let 2007
5. mistrovství světa v atletice do 17 let se uskutečnilo ve dnech 11. července – 15. července 2007 v moravském městě Ostravě.

## Výsledky

### Muži
| Soutěž                   | Zlato                                                         | Výsledek  | Stříbro                                               | Výsledek  | Bronz                                                   | Výsledek  |
| 100 m                    | Dexter Lee                                                    | 10,51     | Nickel Ashmeade                                       | 10,54     | Kenneth Gilstrap                                        | 10,65     |
| 200 m                    | Ramone McKenzie                                               | 20,67     | Ramil Quliyev                                         | 20,72     | Nickel Ashmeade                                         | 20,76     |
| 400 m                    | Christopher Clarke                                            | 46,74     | Kirani James                                          | 46,96     | Władimir Krasnow                                        | 47,03     |
| 800 m                    | Geoffrey Kibet                                                | 1:49,99   | Ali Al-Deraan                                         | 1:50,10   | Amine El Manaoui                                        | 1:50,12   |
| 1500 m                   | Musyoki Fredrick Ndunge                                       | 3:44,27   | Mitunga Josphat Kithii                                | 3:44,68   | Dawit Wolde                                             | 3:45,03   |
| 3000 m                   | Lemashon Daniel Salel                                         | 7:57,18   | Kimeli Lucas Rotich                                   | 7:59,67   | Hicham El Amrani                                        | 8:00,98   |
| 110 m překážek (91,4 cm) | Wayne Davis                                                   | 13,18     | William Wynne                                         | 13,44     | Denis Semenow                                           | 13,82     |
| 400 m překážek (84,0 cm) | William Wynne                                                 | 49,01     | Reginald Wyatt                                        | 50,33     | Amaurys R. Valle                                        | 50,37     |
| 2000 m překážek          | Legese Lamiso                                                 | 5:30,81   | Kosgei Silas Kitum                                    | 5:32,88   | Abdellah Dacha                                          | 5:34,49   |
| Štafeta švédská          | Isaiah Sweeney Kenneth Gilstrap William Wynne Danzell Fortson | 1:51,34   | Seiya Hane Daizo Hamano Hiroyuki Kubota Akihiro Urano | 1:51,42   | Dexter Lee Ramone McKenzie Nickel Ashmeade Dwayne Extol | 1:52,18   |
| Chůze na 10 000 m        | Stanislav Jemeljanov                                          | 41:49,91  | Daniel Pedro Gómez                                    | 43:11,87  | Vito Di Bari                                            | 43:36,13  |
| Skok do výšky            | Wang Chen                                                     | 2,22      | Sergej Mudrov                                         | 2,22      | Josh Hall                                               | 2,20      |
| Skok o tyči              | Nico Weiler                                                   | 5,26      | Manuel Concepción                                     | 4,85      | Shota Doi                                               | 4,85      |
| Skok daleký              | Yasumichi Konishi                                             | 7,52      | Daisuke Yoshiyama                                     | 7,32      | Christian Taylor                                        | 7,29      |
| Trojskok                 | Christian Taylor                                              | 15,98     | Aleksiej Fiodorow                                     | 15,59     | Giennadij Czudinow                                      | 15,54     |
| Vrh koulí (5 kg)         | David Storl                                                   | 21,40     | Marin Premeru                                         | 20,42     | Dmytro Sawycki                                          | 20,15     |
| Hod diskem (1,5 kg)      | Mykyta Nesterenko                                             | 68,54     | Marin Premeru                                         | 64,20     | Andrius Gudžius                                         | 61,59     |
| Hod kladivem (5 kg)      | Andrij Martyniuk                                              | 76,09     | Dániel Szabó                                          | 75,30     | Richard Olbrich                                         | 75,18     |
| Hod oštěpem (700 g)      | Tuomas Laaksonen                                              | 79,71     | Hamish Peacock                                        | 76,31     | Edgars Rūtiņš                                           | 74,65     |
| Osmiboj                  | Shane Brathwaite                                              | 6261 bodů | Jaroslav Hedvičák                                     | 6212 bodů | Adam Bevis                                              | 6212 bodů |

### Ženy
| Soutěž                  | Zlato                                                      | Výsledek  | Stříbro                                                  | Výsledek  | Bronz                                                          | Výsledek  |
| 100 m                   | Asha Philipová                                             | 11,46     | Rosângela Santos                                         | 11,46     | Ashlee Nelson                                                  | 11,58     |
| 200 m                   | Bárbara Leôncio                                            | 23,50     | Chalonda Goodman                                         | 23,54     | Nivea Smith                                                    | 23,69     |
| 400 m                   | Julija Barałej                                             | 53,57     | Latoya McDermott                                         | 54,12     | Alexandra Štuková                                              | 54,46     |
| 800 m                   | Elena Mirela Lavric                                        | 2:04,29   | Alison Leonard                                           | 2:05,36   | Juana Ivis Méndez                                              | 2:05,42   |
| 1500 m                  | Sammary Cherotich                                          | 4:15,47   | Jordan Hasay                                             | 4:17,24   | Sheila Chepkirui Kiprotich                                     | 4:19,26   |
| 3000 m                  | Mercy Cherono                                              | 9:12,70   | Mahlet Melese                                            | 9:13,77   | Sule Utura                                                     | 9:14,82   |
| 100 m překážek (76,2cm) | Julian Purvis                                              | 13,41     | Shermaine Williams                                       | 13,48     | Anne Zagré                                                     | 13,58     |
| 400 m překážek          | Dalilah Muhammadová                                        | 57,25     | Andreea Ionescu                                          | 57,33     | Ryann Krais                                                    | 57,50     |
| 2000 m překážek         | Caroline Tuigong                                           | 6:22,30   | Christine Kambua Muyanga                                 | 6:22,49   | Karoline Bjerkeli Grøvdal                                      | 6:25,30   |
| Štafeta švédská         | Chalonda Goodman Ashton Purvis Ryann Krais Erica Alexander | 2:05,74   | Gayon Evans Jura Levy Shana-Gaye Tracey Latoya McDermott | 2:06,77   | Loudia Laarman Christabel Nettey Alyssa Johnson Natalie Geiger | 2:09,08   |
| Chůze na 5 km           | Tatiana Kałmykowa                                          | 20:28,05  | Irina Jumanowa                                           | 21:21,14  | Panayiota Tsinopoulou                                          | 22:49,15  |
| Skok do výšky           | Natalia Mamlina                                            | 1,89      | Misha-Gaye DaCosta                                       | 1,84      | Aleksandrina Klimentinowa Elena Vallortigara                   | 1,81      |
| Skok o tyči             | Vicky Parnov                                               | 4,35      | Ekateríni Stefanídi                                      | 4,25      | Petra Olsen                                                    | 4,05      |
| Skok daleký             | Darja Klišinová                                            | 6,47      | Ivana Španovićová                                        | 6,41      | Maria Szumiłowa                                                | 6,29      |
| Trojskok                | Dailenys Alcántara                                         | 13,63     | Josleidy Ribalta                                         | 13,32     | Maja Bratkič                                                   | 12,96     |
| Vrh koulí               | Aliona Hryszko                                             | 15,91     | Samira Burkhardt                                         | 15,36     | Sophie Kleeberg                                                | 14,94     |
| Hod diskem              | Julia Fischerová                                           | 51,39     | Sandra Perkovićová                                       | 51,25     | Jin Yuanyan                                                    | 51,20     |
| Hod kladivem            | Bianca Perie                                               | 64,61     | Andriana Papadopoulou-Fatala                             | 56,32     | Barbara Špiler                                                 | 55,97     |
| Hod oštěpem             | Tazmin Brits                                               | 51,71     | Carita Hinkka                                            | 51,61     | Sini Kiiski                                                    | 50,75     |
| Sedmiboj                | Kateřina Cachová                                           | 5641 bodů | Carolin Schäfer                                          | 5544 bodů | Elisa-Sophie Dobel                                             | 5494 bodů |